# Newcastle Jesters
I Newcastle Jesters sono una ormai scomparsa squadra britannica di hockey su ghiaccio, con sede a Newcastle upon Tyne. Partecipava alla Ice Hockey Superleague e giocava le partite casalinghe alla Telewest Arena, chiamata in seguito Metro Radio Arena.
Venne fondata da Harry Harkimo nel 2000, continuando l'esperienza dei Newcastle Riverkings, ma visse solamente una sola stagione prima di fallire. Nel 2001, infatti, si ritrovò impossibilitata a pagare gli stipendi dei giocatori ed entrò in amministrazione controllata; nei due mesi successivi non si giunse ad un accordo per continuare l'attività, da cui la chiusura definitiva.
I suoi successori in città sono i Newcastle Vipers, che attualmente militano nella Elite Ice Hockey League.

## Rosa 2000-01
| Ruolo. | Nome             | Nazionalità  | Anno di nascita | Luogo di nascita |
| ------ | ---------------- | ------------ | --------------- | ---------------- |
| GK     | Jimmy Hibbert    | Canadese     | 1975            | Toronto          |
| GK     | Bill Russell     | Canadese     | 1977            | St. Albert       |
| GK     | Tommi Satosaari  | Finlandese   | 1975            | Jyväskylä        |
| D      | Craig Binns      | Canadese     | 1974            | Ottawa           |
| D      | Craig Binns      | Canadese     | 1974            | Ottawa           |
| D      | Bob Halkidis     | Canadese     | 1966            | Toronto          |
| D      | Santeri Immonen  | Finlandese   | 1972            | Helsinki         |
| D      | Arttu Käyhkö     | Finlandese   | 1973            | Joensuu          |
| D      | Darren McAusland | Canadese     | 1972            | Grovedale        |
| D      | Miroslav Mosnar  | Slovacco     | 1968            | Bratislava       |
| D      | Rob Wilson       | /            | 1968            | Toronto          |
| RW     | Tero Arkiomaa    | Finlandese   | 1968            | Helsinki         |
| RW     | Louis Bedard     | Canadese     | 1975            | Montréal         |
| C/RW   | Michael Bowman   | Britannico   | 1980            | Newcastle        |
| F      | David Clarke     | Britannico   | 1981            | Peterborough     |
| F      | Eric Fenton      | Statunitense | 1969            | Troy             |
| F      | Tomas Kupka      | Ceco         | 1968            | Praga            |
| C      | Danny Lacroix    | Canadese     | 1969            | Montréal         |
| C      | Gelnn Mulvenna   | /            | 1967            | Calgary          |
| C/LW   | Matt Oates       | Statunitense | 1972            | Evanston         |
| F      | Joel Poirier     | Canadese     | 1975            | Richmond Hill    |
| F      | Stuart Potts     | Britannico   | 1981            | Durham           |
| LW     | Erkki Rajamäki   | Finlandese   | 1978            | Vantaa           |
| C      | Lubomir Rybovic  | Slovacco     | 1972            | Košice           |
| RW     | Timo Salonen     | Finlandese   | 1976            | Pori             |
| C      | Tommi Sova       | Finlandese   | 1975            | Oulu             |
| RW     | Jari Suorsa      | Finlandese   | 1976            | Kuusankoski      |
| F      | Andrew Tindale   | Britannico   | 1980            | Sunderland       |